# Torugartpas

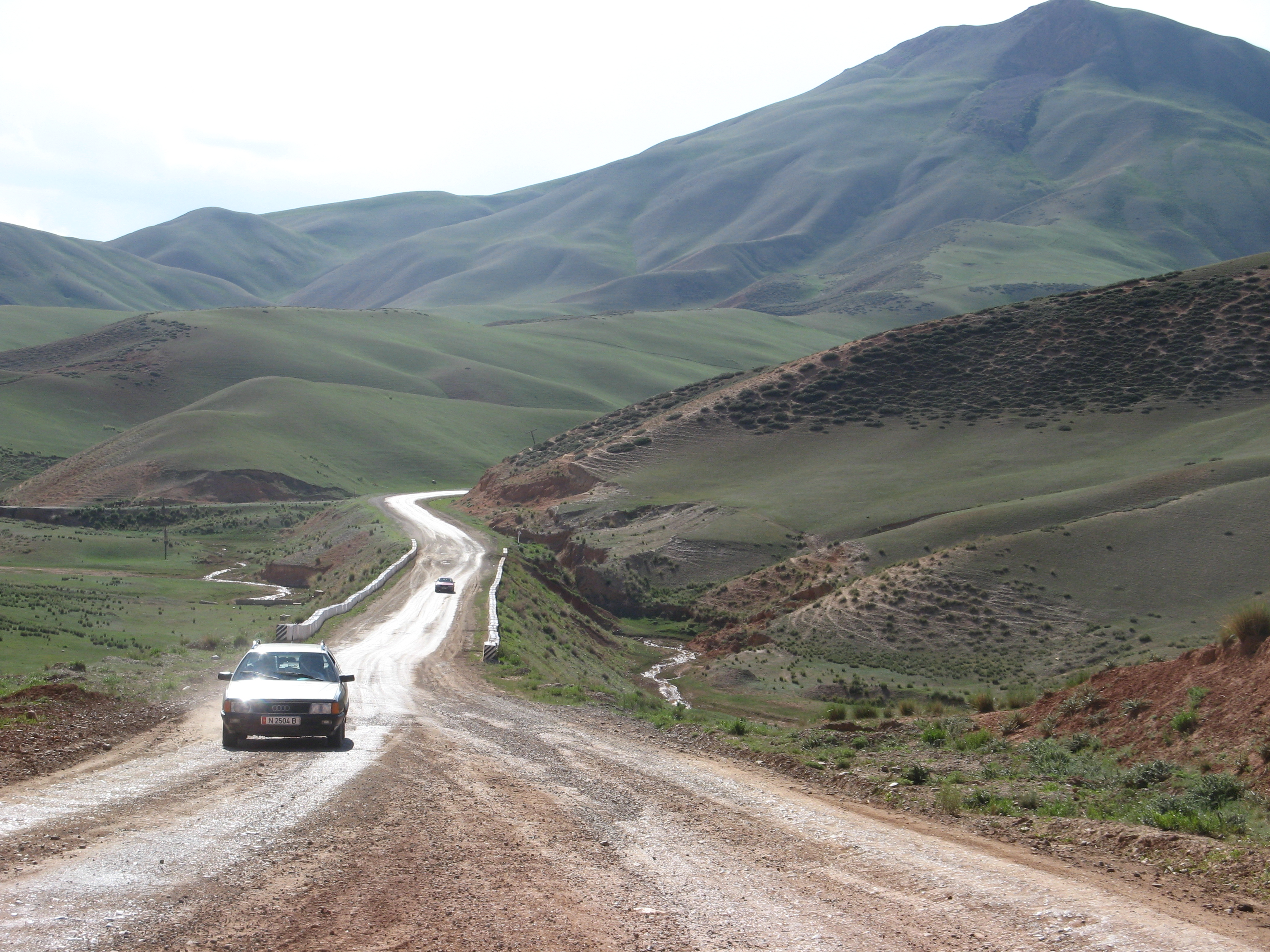
de autoweg over de Torugartpas

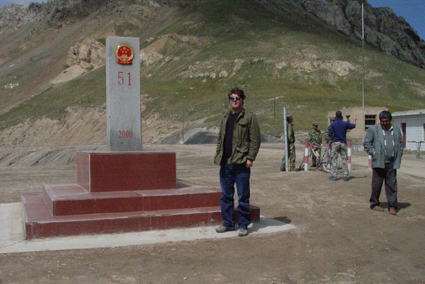
De grens aan de Torugartpas op de weg van Kashgar naar Bisjkek.

De Torugartpas (Vereenvoudigd Chinees: 图噜噶尔特山口, Traditioneel Chinees: 圖嚕噶爾特山口, Pinyin: túlūgáĕrtè shānkŏu, Kirgizisch: Торугарт) is een bergpas in de Tiensjanbergketen. De pas ligt op een hoogte van 3752 meter.
De pas is een grenspost tussen de Volksrepubliek China (de autonome regio Xinjiang) en Kirgizië (de oblast Naryn). De dichtstbijzijnde grote Chinese stad is Kashgar. Vlak bij de pas in Kirgizië ligt het meer Čatyr-Köl.
De verbindingsweg is over een afstand van honderden kilometers smal en in de winter vaak afgesloten door zware sneeuwval en regelmatige lawines.
De Chinese overheid overweegt op dit moment de bouw van een spoorweg tussen Naryn in Kirgizië en Kashgar in China.